# Lanas
Lanas település Franciaországban, Ardèche megyében. Lakosainak száma 431 fő (2022. január 1.). Lanas Balazuc, Lachapelle-sous-Aubenas, Saint-Maurice-d’Ardèche, Vinezac és Vogüé községekkel határos.

## Népesség
A település népességének változása:
| Lakosok száma | 217  | 211  | 273  | 373  | 371  | 377  | 430  | 452  | 448  | 431  |
|               | 1968 | 1982 | 1990 | 2006 | 2013 | 2015 | 2017 | 2019 | 2020 | 2022 |